# Mortal Kombat: Deadly Alliance
Mortal Kombat: Deadly Alliance is het vijfde spel in de Mortal Kombat-reeks; dat bekendheid kreeg als vechtspel met veel geweld en bloed. Deadly Alliance verscheen op 22 november 2002 in de VS en op 14 februari 2003 in Europa voor de GameCube, PlayStation 2, Xbox en Game Boy Advance.
Het verhaal richt zich op de heersers Quan Chi en Shang Tsung, en hun plannen om Outworld en Earthrealm te veroveren. Deadly Alliance ontving positieve recensies in de vakbladen en heeft op recensieverzamelwebsite Metacritic een gemiddelde score van 80%.
Een tweede uitgave verscheen op 25 augustus 2003 onder de titel Mortal Kombat: Tournament Edition. In deze versie zijn de resterende speelbare personages toegevoegd, samen met drie exclusieve personages; Noob Saibot, Sareena en Sektor.

## Personages
Deadly Alliance bevat 21 speelbare personages, twee geheime personages en een niet-speelbaar.
| Terugkerend: - Cyrax - Jax - Johnny Cage - Kano - Kitana - Kung Lao - Quan Chi - Raiden - Reptile - Scorpion - Shang Tsung - Sonya Blade | Nieuwe: - Blaze - Bo'Rai Cho - Drahmin - Frost - Hsu Hao - Kenshi - Li Mei - Mavado - Mokap - Moloch - Nitara |